# Sanning eller konsekvens (lek)
För andra betydelser, se Sanning eller konsekvens.
Sanning eller konsekvens, Sanning eller konka/konke eller särskilt i Svenskfinland Sanning eller göra, är en lek för minst två deltagare som är vanlig bland bland äldre barn och ungdomar. Den förekommer ibland även bland vuxna, oftast i samband med möhippor eller svensexor.
Reglerna går kortfattat ut på att en person (frågeställaren) frågar en annan (den svarande) om hon eller han väljer "sanning eller konsekvens". Om personen väljer "sanning" så måste svaranden svara helt ärligt på en fråga som frågeställaren väljer. Väljs "konsekvens" så måste personen istället göra något som frågeställaren bestämmer, vilket ofta blir någonting pinsamt eller äckligt. När svarande har gjort det som har bestäms eller svarat på sanningsfrågan får denne fråga en annan deltagare om den väljer "sanning eller konsekvens". Så fortsätter leken tills deltagarna har tröttnat.
Ibland faller leken platt då deltagare inte vågar göra det som frågeställaren kräver eller inte vill svara på alltför genanta frågor. Väljer man "sanning" finns det inte heller mycket som kan avgöra huruvida svaranden ljuger eller inte, utan det handlar om ärlighet.
Att tvinga någon till att utföra en handling eller utnyttja någons funktionsnedsättning kan vara brottsligt.
Det finns varianter, exempelvis där leken kombineras med snurra flaskan.